# 風藤粉蝨
風藤粉蝨（学名：Singhiella piperis）为粉蝨科迷粉蝨屬下的一个种。